# Jimmy Wong
James Franklin "Jimmy" Wong (n. Washington D. C., el 24 de marzo de 1987) es un actor y músico estadounidense. Es conocido por su papel de Yuji Sikora en Resident Advisor. Su primer papel importante fue en Secret Weapon, donde interpretó a Robby. También tuvo una aparición en Days of Our Lives, pero no fue acreditado. Además, tuvo roles en How to Bake It in Hollywood como él mismo y como Jimmy en The Last Cat on Earth. En 2013, protagonizó "Resident Advisor" junto a Nathalia Ramos.

## Filmografía

### Cine y televisión
| Año       | Título                      | Papel          | Notas                     |
| --------- | --------------------------- | -------------- | ------------------------- |
| 2010      | Days of Our Lives           | Process Server | 1 episodio. Sin acreditar |
| 2010      | Secret Weapon               | Robby          | Papel principal           |
| 2011      | Prism                       | Vadim          | Papel principal           |
| 2011      | The Guild                   | Slacker 3      | 1 episodio                |
| 2011      | Son of a Pitch              | The Cove 2     | Papel secundario          |
| 2012      | John Dies at the End        | Fred Chu       | Papel principal           |
| 2012      | Sync                        | Sync Employee  | Papel secundario          |
| 2012      | Two After Noon              | Arthur         | Papel principal           |
| 2012      | Video Game High School      | Ted Wong       | Papel principal           |
| 2012      | General Education           | Bo Chang       | Papel secundario          |
| 2012-2013 | MyMusic                     | Leader         | 6 episodios               |
| 2013      | How to Bake It in Hollywood | Él mismo       | 1 episodio                |
| 2013      | The Last Cat on Earth       | Jimmy          | Papel principal           |
| 2013      | Resident Advisor            | Yuji Sikora    | Papel principal           |
| 2017      | The Circle                  | Mitch          | Personaje secundario      |
| 2019      | Wish Dragon                 | Din            | Personaje secundario      |
| 2020      | Mulan                       | Ling           | Personaje secundario      |